# The Revolution
The Revolution è una band statunitense di musica Rock formata a Minneapolis nel 1979 da Prince. Anche se ampiamente associato con la musica rock, il sound della band incorporava elementi di Pop, Funk, Contemporary R&B e Hard rock. Prima della loro ufficiale rottura, i Revolution avevano pubblicato due album da studio, due colonne sonore e due video. La band è nota per i suoi numerosi membri, di cui variavano spesso etnicità e genere.

## Storia
Nel 1980
Prince doveva iniziare il tour del suo secondo album: avendolo composto e suonato praticamente da solo, non aveva una band che lo accompagnasse così iniziò a cercare musicisti in città. I primi a essere reclutati furono la tastierista Gayle Chapman, il bassista André Cimone, suo vecchio amico, il batterista Robert Rivkin (ribattezzato Bobby Z.) e il chitarrista Dez Dickerson. Dopo un breve periodo la prima defezione fu quella della Chapman (era rimasta scandalizzata dalla canzone Head e si rifiutava da cantarla), sostituita nel 1980 da Lisa Coleman. Anche Matt Fink fece parte della prima formazione ed elaborò assieme a Prince il personaggio di Dr Fink vestito con camice e mascherina da chirurgo. Nel 1981 André Cimone fu  sostituito da Mark Brown, subito ribattezzato Brownmark.
L'idea di Prince era di ispirarsi alla multietnicità e alle diverse personalità di cui si era circondato Sly Stone per la sua Family Stone. Nel corso di qualche intervista, i membri dei Revolution hanno dichiarato che avevano l'impressione di essere stati selezionati quasi come personaggi di una rappresentazione e che, oltre alle loro capacità musicali, il loro carattere personale fosse stata la scelta di Prince.
Il tour dell'album Prince partì come supporto a Rick James in trentotto date da novembre del 1979 ad aprile del 1980. Da dicembre dello stesso anno ad aprile del 1981 seguì il tour di Dirty Mind, questa volta come artista principale con il supporto di Nona Hendryx. Durante questi concerti Prince assunse un look decisamente provocatorio indossando biancheria intima femminile sotto a un soprabito. Per questo aspetto, Prince e la band sperimentarono un'aspra contestazione del pubblico quando, il 9 ottobre 1981, si esibirono a supporto dei Rolling Stones al Los Angeles Coliseum: gli oltre novantamila spettatori si lasciarono andare a invettive di ogni sorta e li coprirono di fischi. Prince, furioso e frustrato, tornò a Minneapolis ma fu convinto da Mick Jagger a rientrare per il concerto di due giorni dopo. Tuttavia, la situazione si ripresentò identica e Prince interruppe quelle esibizioni.
Alla fine del mese fu pubblicato Controversy. Durante il successivo tour, i membri dei Revolution ebbero momenti di tensione con i The Time, arrivando allo scontro fisico.
Fino a quel momento il gruppo non aveva un nome che, ovviamente, fu assegnato dallo stesso Prince.
La prima menzione di The Revolution come band fu la scritta impressa a rovescio sulla copertina di 1999, a cui fece seguito l'omonimo tour. 
Dickerson lasciò il gruppo nel 1983 a seguito della sua conversione a Cristiano Rinato. Il suo posto fu preso da Wendy Melvoin, amica d'infanzia (in seguito compagna) di Lisa Coleman che l'aveva segnalata a Prince.
Il primo pezzo accreditato ufficialmente a "Prince and the Revolution" fu "17 Days," il lato B di "When Doves Cry." nel marzo 1984. I successivi tre album furono pubblicati con questa denominazione, a iniziare da Purple Rain, che vendette oltre 13 milioni di copie nei soli Stati Uniti. La band raggiunse due volte il numero uno della Billboard 200 album (Purple Rain e Around the World in a Day), piazzò sei top ten singoli sulla Billboard Hot 100 chart, e vinse tre Grammy Awards.
Nel 1985 la formazione si espanse con l'ingresso di un ulteriore chitarrista, Miko Weaver, e di una sezione fiati (Eric Leeds e Atlanta Bliss).
Dopo la Hit n Run - Parade Tour, a supporto dell'album Parade, colonna sonora del film Under the Cherry Moon, arrivò lo scioglimento. Era appena iniziata la lavorazione del successivo Sign o' the Times, di cui qualche pezzo fu sviluppato con il contributo dei Revolution (It's gonna be a beautiful night, Strange relationship).
Pur lavorando a stretto contatto, Prince non considerò mai la band più di un team di collaboratori, pagandoli a settimana e multandoli ad ogni errore.
Numerose ipotesi circolarono sui motivi ma sembra assodato che fu una precisa scelta artistica di Prince per dare discontinuità. Durante le ultime date del tour di Parade i componenti avevano recepito dei segnali che il loro leader si fosse stancato di loro. Il primo ad abbandonare, un anno prima e per motivi economici, era stato il bassista Brownmark quindi fu la volta del batterista Bobby Z. (a cui fu preferita Sheila E.), anche se per motivi contrattuali rimasero legati a Prince per un paio d'anni. Subito dopo vennero licenziate Wendy e Lisa, questa volta con un certo rancore personale da ambo le parti (probabilmente collegato alla relazione di Prince con Susannah Melvoin, sorella gemella di Wendy). Dr Fink, Atlanta Bliss ed Eric Leeds invece, collaborarono anche per i successivi album. All'inizio degli anni '90 Prince chiese a Matt Fink e Bobby Z. di far parte della sua nuova band, i New Power Generation, ma entrambi rifiutarono.

## Ritorno in attività
Nel 2000, Prince tenne un concerto nella sua città di Minneapolis e chiese ai suoi ex compagni di band di esibirsi. Dr Fink, Bobby Z. e Brown Mark accettarono e raggiunsero Prince sul palco per eseguire America.
Il 13 dicembre 2003 Sheila E. organizzò un concerto di beneficenza (noto come il "1st Annual Family Jamm") a cui parteciparono anche i Revolution al completo, Prince escluso. Furono eseguite sei canzoni. L'anno successivo, Wendy Melvoin eseguì in Televisione una versione live di Reflection, questa volta con Prince.
Ai BRIT Awards del 2006, una parte dei Revolution si esibì di nuovo con Prince: Wendy, Lisa e Sheila E. con l'aggiunta di Morris Hayes (già membro dei The New Power Generation) suonarono Te amo corazón, Fury, Purple Rain e Let's Go Crazy.
Il 19 febbraio 2012, i Revolution (senza Prince) si esibirono a un concerto di beneficenza a Minneapolis al First Avenue Nightclub, il locale dove era stato girato il film Purple Rain.
A seguito dell'improvvisa morte di Prince, avvenuta il 21 aprile 2016, i Revolution annunciarono la definitiva reunion e, a tutt'oggi, continuano con le loro esibizioni dal vivo.

## I membri della band
Prince
Attivo: 1979–1986
Strumenti: Voce solista, Chitarra, Pianoforte
Dez Dickerson
Attivo: 1979-1983
Strumenti: Chitarra solista, voce
André Cymone
Attivo: 1979-1981
Strumenti: Basso elettrico
Gayle Chapman
Attivo: 1979-1980
Strumenti: Tastiere
Bobby Z.
Attivo: 1979-1986
Strumenti: Batteria, Percussioni
Matt Fink
Attivo: 1979-1986 (ha continuato a lavorare con Prince fino al Graffiti Bridge tour)
Strumenti: Tastiere
Lisa Coleman
Attivo: 1980-1986
Strumenti: Tastiere
Brownmark
Attivo: 1982-1986
Strumenti: Basso elettrico
Wendy Melvoin
Attivo: 1983-1986
Strumenti: Chitarra solista
Miko Weaver
Attivo: 1985-1986 (ha continuato a lavorare con Prince fino al Graffiti Bridge tour)
Strumenti: Chitarra solista
Eric Leeds
Attivo: 1985-1986 (ha continuato a lavorare con Prince fino all'album Graffiti Bridge)
Strumenti: Sassofono
Matt "Atlanta Bliss" Blistan
Attivo: 1985-1986 (ha continuato a lavorare con Prince fino all'album Graffiti Bridge)
Strumenti: Tromba
Susannah Melvoin
Attivo: 1985-1986
Strumenti: Cori
Jerome Benton
Attivo: 1985-1986
Strumenti: Ballerino, Cori
Wally Safford
Attivo: 1985-1986 (ha continuato a lavorare con Prince durante il periodo di Sign o' the Times)
Strumenti: Ballerino, Cori
Greg Brooks
Attivo: 1985-1986 (ha continuato a lavorare con Prince durante il periodo di Sign o' the Times)
Strumenti: Ballerino, Cori